# Ora de Bombay
Ora de Bombay a fost un fus orar aflat cu 4 ore și 51 minute înainte UTC.
Ora de Bombay a fost folosită în India Britanică și în India ca fus orar între 1884 și 1955. Acest timp este timpul solar adevărat meridianului care trece prin Mumbai (Bombay) și se folosea în partea vestică a Indiei. În partea estică a țării se folosea ora de Calcutta, aflat cu 5 ore, 31 minute și 21 secunde înainte UTC și pe insulele Andaman și Nicobar ora de Port Blair, aflat cu 6 ore, 19 minute și 51 secunde înainte UTC. Pe 1 ianuarie 1906 se introducea GMT+5:30 (acum: UTC+5:30) ca ora standard pentru toată țară. Totuși, ora de Bombay a fost folosită până în 1955 în regiunea de Bombay.